# Topólka (Koejavië-Pommeren)
Topólka is een dorp in het Poolse woiwodschap Koejavië-Pommeren, in het district Radziejowski. De plaats maakt deel uit van de gemeente Topólka.